# Vigdis Hjorth
Vigdis Hjorth (ur. 19 lipca 1959 w Oslo) – norweska pisarka.

## Życiorys
Urodziła się 19 lipca 1959 w Oslo, tam się także wychowała. Studiowała historię idei, literaturę i nauki polityczne. Zadebiutowała w 1983 książką dla dzieci Pelle-Ragnar i den gule gården, którą wyróżniono za najlepszy debiut, a kolejne dzieło, Jørgen + Anne er sant (1984), otrzymało nagrodę Norsk kulturråd. Jej pierwszą powieścią dla dorosłego odbiorcy była Drama med Hilde, która ukazała się w 1987. Szereg kolejnych powieści Hjorth opisuje kobiety, które próbują sobie poradzić z rolami społecznymi i oczekiwaniami otoczenia, jak i siebie. W 2011, powieść dla dzieci Jørgen + Anne er sant doczekała się ekranizacji.
Spadek, czyli dwudziesta powieść Hjorth, która ukazała się w 2016, wywołała wiele kontrowersji w Norwegii. Książka opisuje rozpad więzi rodzinnych po śmierci ojca rodziny i konflikty narastające wokół tego, w jakim świetle pamiętać o zmarłym. Autorce zarzucano, że wplatając wątki autobiograficzne, pośrednio stawia zarzut swojej rodzinie o molestowanie seksualne dziecka. Spadek zdobył dużą popularność w kraju; po roku od premiery, książka rozeszła się w 140 000 egzemplarzach w Norwegii, zdobyła także Nagrodę Norweskich Księgarzy i Nagrodę Krytyków, została także nominowana do Nagrody literackiej Rady Nordyckiej oraz National Book Award.

## Twórczość

### Dla dorosłych
- 1987: Drama med Hilde
- 1989: Med hånden på hjertet
- 1990: Tungekysset og Drømmen (opowiadania)
- 1990: Et dikt til mormor
- 1992: Fransk åpning
- 1995: Død sheriff
- 1995: Ubehaget i kulturen (współautor)
- 1996: Hysj
- 1998: Takk, ganske bra
- 1999: En erotisk forfatters bekjennelser (artykuły)
- 1999: Den første gangen
- 2000: Hva er det med mor
- 2001: Om bare – pol. Gdyby tylko. Katarzyna Mosek (tłum.). Wydawnictwo Pi, 2014. ISBN 978-83-7836-343-9. Brak numerów stron w książce
- 2003: 17.15 til Tønsberg
- 2005: Fordeler og ulemper ved å være til
- 2007: Hjulskift – pol. Wbrew regułom. Katarzyna Mosek (tłum.). Wydawnictwo Pi, 2014. ISBN 978-83-7836-371-2. Brak numerów stron w książce
- 2008: Tredje person entall
- 2010: Snakk til meg
- 2011: Tredve dager i Sandefjord
- 2012: Leve posthornet
- 2012: Hysj
- 2014: Et norsk hus
- 2016: Arv og miljø – pol. Spadek. Elżbieta Ptaszyńska-Sadowska (tłum.). Wydawnictwo Literackie, 2018. ISBN 978-83-08-06491-7. Brak numerów stron w książce
- 2018: Lærerinnens sang – pol. Song nauczycielki. Maria Gołębiewska-Bijak (tłum.). Wydawnictwo Literackie, 2020. ISBN 978-83-08-07007-9. Brak numerów stron w książce
- 2020: Er mor død

### Dla dzieci i młodzieży
- 1983: Pelle-Ragnar i den gule gården
- 1984: Jørgen + Anne er sant
- 1985: Råtne Rikard
- 1986: Gjennom skogen
- 1987: På hjørnet om kvelden
- 2002: Lesebok for levende (wraz z Lillian Hjorth)

Źródło

## Nagrody
- 1983: Nagroda Norsk kulturråd za debiut
- 2011: Nagroda im. Sørena Gyldendala
- 2012: Kritikerprisen (Nagroda Krytyków)
- 2014: Honorowa nagroda Brageprisen
- 2014: Nagroda im. Amalie Skram
- 2016: Bokhandlerprisen
- 2016: Kritikerprisen
- 2018: Nagroda Doblouga

Źródło